# Polyaroidea univittata
Polyaroidea univittata är en tvåvingeart som beskrevs av Hardy 1988. Polyaroidea univittata ingår i släktet Polyaroidea och familjen borrflugor. Inga underarter finns listade i Catalogue of Life.